# Larimar
Le larimar, pierre fine, est une variété de pectolite de couleur bleue qui se trouve en République dominicaine,,. Sa coloration varie du blanc au bleu foncé en passant par différentes teintes de bleu.

## Historique de la description et appellations
Le 22 novembre 1916, le prêtre Miguel Domingo Fuertes de Loren, de la paroisse de Barahona, a demandé au ministère de la République dominicaine la permission d’explorer et d’exploiter une mine qu’il avait découverte et qui contenait une certaine roche bleue. Étant donné que personne ne connaissait ce dont il parlait, la demande a été refusée et la découverte de la pierre bleue a été retardée.
Le gisement de larimar fut retrouvé en 1974 mais n'a été exploité qu’à partir de 1976. Deux habitants du village de Los Chupaderos, à environ 10 kilomètres de la ville de Barahona, avaient remarqué une couleur bleu clair sur le sable de la plage et au fond du fleuve Bahoruco, qui se jette dans la mer des Caraïbes. En remontant le courant à pied, ils ont découvert le filon situé en amont, au sommet d’une montagne recouverte d’une végétation luxuriante de type tropical. Le nom « larimar » a été donné par Miguel Méndez en associant le début du prénom de sa fille, Larrissa, et le mot signifiant « mer », mar, en espagnol.
La mine de Los Chupaderos comporte deux parties : d’une part l’exploitation mécanisée faite par l’État, d'autre part l'exploitation faite par des petits exploitants locaux qui travaillent avec des moyens archaïques.

## Synonymie
- Turquoise dominicaine : cette appellation est interdite par le CIBJO (Confédération internationale de la bijouterie, joaillerie, orfèvrerie des diamants, perles et pierres ou en anglais World Jewellery Confederation).

## Caractéristiques physico-chimiques
Le larimar est classé depuis 1979 comme pierre fine. On évalue sa qualité selon sa coloration : plus le bleu de la pierre est profond, plus elle est recherchée. 
Des colorations verdâtres sont également connues mais ne sont pas bien considérées, à moins que le vert ne soit intense. La cristallisation de cette pectolite s’est faite à l’intérieur de cheminées volcaniques où la matière incandescente a été poussée par le gaz. L’exploitation du larimar dépend donc de la localisation de ces cheminées. On le trouve également associé à d'autres couleurs et d'autres minéraux. Les colorations rouges dans le larimar indiquent des traces de fer. Cette variété est photosensible, c’est pourquoi le larimar perd sa coloration bleue au fil des années.

### Gisements producteurs de spécimens remarquables
- Italie

Fittà, Soave, Province de Vérone, Vénétie
- République Dominicaine

Mine "Filipinas Larimar", Los Checheses, Sierra de Baoruco, Province de Barahona